# Zastava Dalmacije
Zastava Dalmacije sastojala se od dvije jednake vodoravne pruge plave i žute boje. Kao i hrvatska zastava, svoje suvremene korijene vuče iz razdoblja Austrijskog Carstva, odnosno iz Kraljevine Dalmacije. Na ovoj se zastavi nikada ne koristi grb Dalmacije – grb plave boje s tri zlatne okrunjene glave leoparda (lava čuvara). Zastava je jednostavna i bez ikakvog amblema, a to je bio običaj austrijskih nacionalnih boja (njem. "landesfarben"). Moguće je da je na zastavi ponekad bio postavljen i grb, ali to, u načelu, nije bila službena zastava.
Dvobojna zastava Dalmacije oblikovana je 1802. godine, a prvi je put izrađena 1803. godine. Zastava je u službenoj uporabi Kraljevine Dalmacije od 1822. godine kada ju je prihvatilo Kraljevsko vijeće u Zadru. Nakon 1918. godine i raspada Austro-Ugarske Monarhije administrativno područje Dalmacije više ne postoji niti se koristi ova zastava. Dalmatinske županije današnje Hrvatske baštine plavu i žutu boju, ali niti jedna od njih ne "polaže pravo" na cijeli povijesni dalmatinski grb. Grb je, pak, uključen u hrvatski grb i zastavu. Nalazi se na trećem mjestu u kruni grba Rebublike Hrvatske.
Povremeno su talijanske skupine s pretenzijama na Dalmaciju ili one koje su Dalmaciju napustile nakon Drugog svjetskog rata koristile takve zastave u posljednjih 50 godina, no uvijek neslužbeno.
Alternativna verzija zastave, koja prikazuje nebesko plavu boju (engl. bleu celeste) umjesto plave (engl. azure), gotovo da se ne razlikuje od moderne zastave Ukrajine, iako nema veze između tih dviju zastava.